# Phaleria biflora
Phaleria biflora är en tibastväxtart som först beskrevs av Cyril Tenison White, och fick sitt nu gällande namn av Herber. Phaleria biflora ingår i släktet Phaleria och familjen tibastväxter. Inga underarter finns listade i Catalogue of Life.